# Klarisszák
A klarisszák vagy hivatalos nevén a Szent Klára Rend (latinul: Ordo sanctae Clarae) a katolikus egyház kontemplatív apácarendjének tagjai. 
Az Assisi Szent Klára által alapított apácarend a ferences rend női ága.

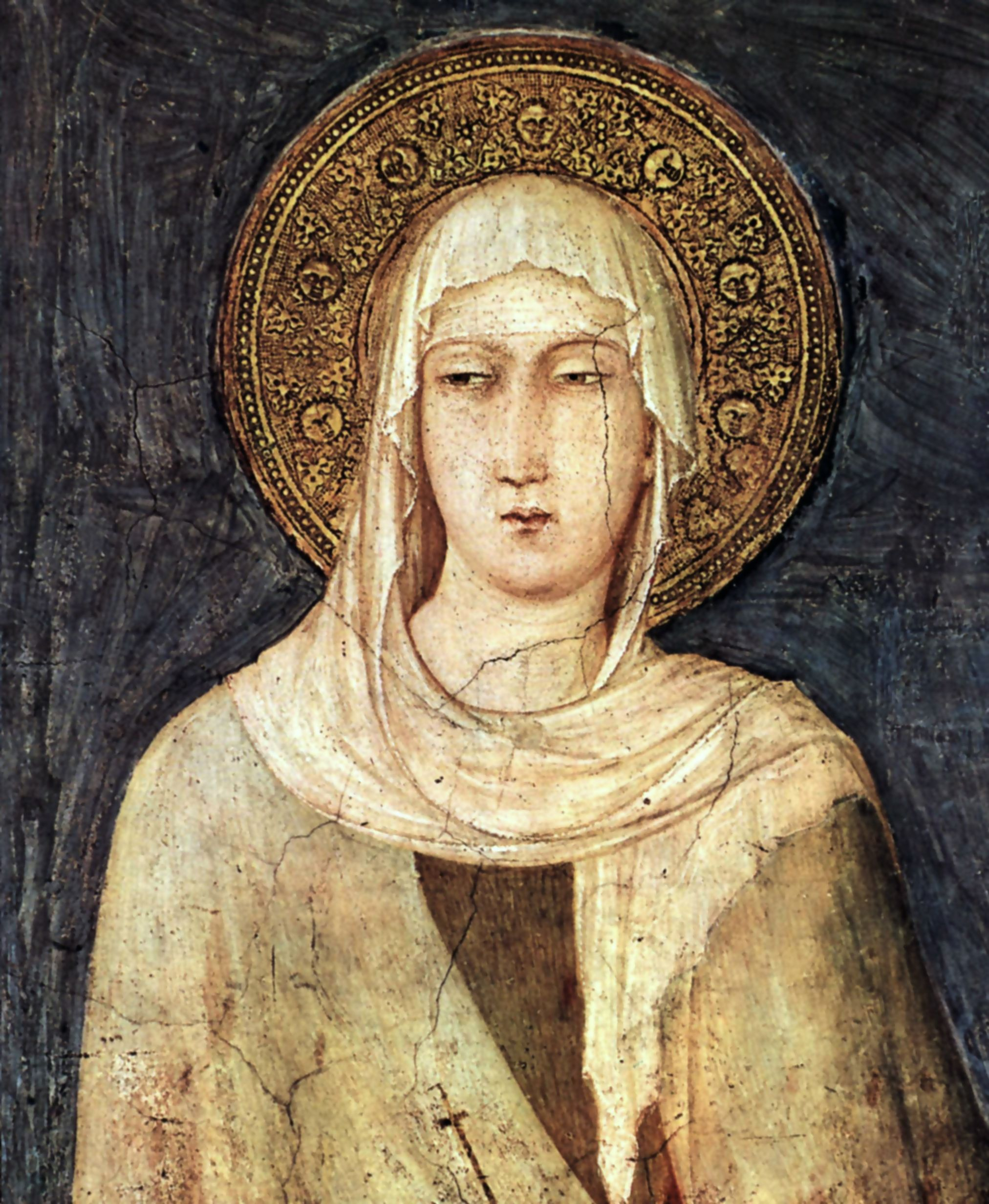
A rendalapító – Simone Martini freskóján

## A rend kezdete
Klára a közép-itáliai Assisi egyik előkelő nemesi családjának elsőszülött leánya volt. Mivel nagy hatással voltak rá az ugyanabban a városban tanító Szent Ferenc prédikációi,  1211 vagy 1212-ben, tizennyolc éves korában néhány barátnőjével együtt megszökött hazulról. Ferenchez menekültek, aki levágta hajukat és szürke darócruhába öltöztette őket. Klára Ferenc útmutatása alapján először a bencés apácák kolostorában élt igen szigorú életet. 1215-ben aztán az Assisi közelében lévő Szent Damján-kolostorban külön szerzetesrendet alapított, ezért őt és követőit eleinte damjanitáknak nevezték, s csak Klára halála után terjedt el a klarissza elnevezés. Ő volt az első nő, aki szabályzatot (regula) állított össze nők számára, ezt megelőzően kizárólag férfiak szabályozták a női szerzetesközösségek életét is. A kontemplatív (szemlélődő-elmélkedő) életmódot folytató klarissza apácák a szüzességi és engedelmességi fogadalmon túl eredetileg nemcsak egyenként, hanem közösségben sem birtokolhatnak semmit, és megélhetésükért koldulniuk kellett, ezért is nevezték őket „Szegény Úrnőknek”. Ferenc és Klára életútja ezután párhuzamosan haladt. Klára 1253-ban halt meg, két évvel később pedig már szentté is avatták.

## A rend Magyarországon

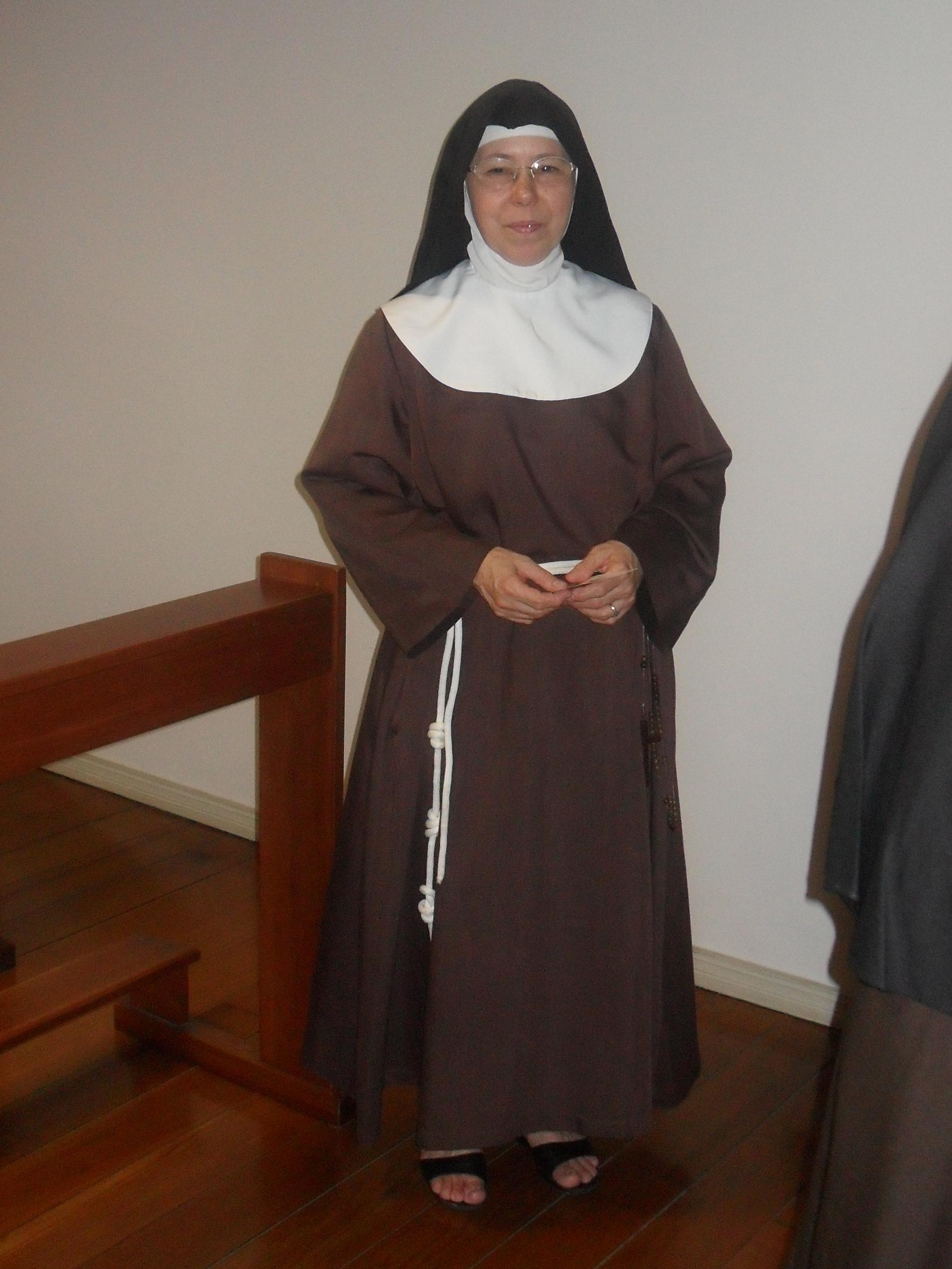
Klarissza nővér, ma

Magyar földön a klarissza-apácák még az alapító életében, 1239-ben telepedtek meg. Első rendházuk Nagyszombatban jött létre, Árpád-házi Szent Erzsébet szentté avatásának emlékére. Ezt követte 1297-ben a pozsonyi, 1334-ben az óbudai, 1340-ben a nagyváradi, majd a sárospataki, kolozsvári, budai, pesti és zágrábi alapítás. Az apácák megjelenésük óta századokon keresztül fontos hivatást töltöttek be a leánynevelés és a szegények segélyezésének területén. A klarissza kolostorokban nevelkedtek a legelőkelőbb magyar főurak leányai, idővel pedig az alacsonyabb néposztály leánygyermekei is. Előírt öltözékük fekete vagy barna ruha, a derékon kötél, fekete fátyol valamint szandál volt. Ismertebb magyar származású klarissza szentek: Árpád-házi szent Kinga és Boldog Jolán, valamint Prágai Szent Ágnes. A felvilágosult abszolutista uralkodó, II. József 1782. január 12-én több más szerzetesrenddel együtt feloszlatta az általa hasznosnak minősített tevékenységekkel (oktatással, betegápolással vagy a tudományok művelésével) nem foglalkozó klarissza rendet is. A rendszerváltás után, 1995. augusztus 12-én Szécsényben francia apácák alapítottak újra klarissza monostort és remeteséget, 2000 óta pedig Csíksomlyón is élnek nővérek. A világon ma összesen kb. 600 kolostorban kb. 15 000 klarissza apáca él.

## Óbudai rendházuk és birtokaik
I. (Nagy) Lajos királyunk (1342-82) anyja, Erzsébet királyné már 1331-ben fogadalmat tett, hogy saját és szülei lelki üdvére klarissza kolostort alapít Óbudán. Az alapításra aztán 1334. július 15-én került sor, az épület pedig 1346-ra készült el. A kolostorhoz háromhajós templom csatlakozott (maradványai ma egy iskolaudvaron találhatók). Az épületeket Erzsébet királyné csodálatos kincsekkel látta el. Ezek közé tartozott plasztikus ereklyetartó-szobrokkal díszített gyönyörű házioltára, amelyet ma a New York-i Metropolitan Múzeumban őriznek.
Az óbudai klarissza konvent valamelyik oltárán állhatott az a barokk korban készített Madonna-faszobor is, amely ma a piliscsabai plébániatemplomban látható. Idővel az óbudai vált a klarisszák legtekintélyesebb rendházává, főleg azért, mert az özvegyi udvarát Óbudán berendezett anyakirályné jelentős adományokat tett a javukra, illetve ezt látván a világi előkelők is igyekeztek őt ebben utánozni. Az óbudai klarisszáknak, mintegy hét megyében volt kisebb-nagyobb birtokuk: Pozsony megyében nyolc falut, illetve pusztát birtokoltak, Pilis megyében az övék volt Tinnye és Üröm, Somogyban egy falu, Csongrádban két puszta, illetve Bács megyében egy mezőváros, Szond. Az 1358 óta Erzsébet birtokában volt Cegléd mezővárosa Lajos király 1368. szeptember 8-án kelt oklevelével került a klarissza apácák kezébe.
A török korban az apácák nagyon nehezen tudták megőrizni földesúri fennhatóságukat birtokaik felett. Az 1526-os mohácsi csata után, 1541-ben Budát is elfoglaló Szulejmán szultán seregei elől a klarisszák elmenekültek, és Pozsonyba helyezték át székhelyüket. Csak Buda 1686-os felszabadulása után költözhettek vissza. A 18. században aztán megszilárdították fennhatóságukat a már részben reformátusok által lakott birtokaikon is, amelyek 1782-es feloszlatásukkal a Vallásalapítványi Uradalom kezébe kerültek.